# Alótropos del carbono

Ocho alótropos del carbono:
a) Diamante,
b) Grafito,
c) Lonsdaleíta,
d) C_{60} (Buckminsterfulereno o buckybola),
e) C_{540},
f) C_{70},
g) Carbono amorfo, y
h) nanotubo de carbono de pared simple o buckytubo.

El elemento del carbono puede poseer diferentes tipos de alótropos, estos pueden poseer diferentes tipos de propiedades como también de poseer diferentes estructuras moleculares, mismas que cambian las características físicas del alótropo.

## Diamante
El diamante  es uno de los alótropos del carbono más conocidos, cuya dureza y alta dispersión de la luz lo hacen útil para aplicaciones industriales y joyería. El diamante es el mineral natural más duro conocido, lo que lo convierte en un abrasivo excelente y le permite mantener su pulido y lustre extremadamente bien. No se conocen sustancias naturales que puedan rayar o cortar un diamante excepto un diamante mismo. 
El mercado para los diamantes de grado industrial opera de un modo muy diferente a su contraparte de grado gema. Los diamantes industriales son valuados principalmente por su dureza y conductividad térmica, haciendo muchas de las características gemológicas del diamante, incluyendo claridad y color, principalmente irrelevantes. Esto ayuda a explicar por qué el 80 % de los diamantes minados, inadecuados para uso como gemas y conocidos como bort, son destinados para uso industrial. Además de los diamantes minados, los diamantes sintéticos encontraron aplicaciones industriales casi inmediatamente después de su invención en la década de 1950; otros 600 millones de quilates (80 000 kg) de diamantes sintéticos son producidos anualmente para uso industrial—casi cuatro veces la masa de diamantes naturales minados en el mismo período.
El uso industrial dominante de los diamantes es en corte, perforación  (brocas de perforación), abrasión (cortadores con filo de diamante), y pulido. La mayoría de usos del diamante en estas tecnologías no requiere diamantes grandes; en efecto, la mayoría de diamantes que son de calidad de gema pueden encontrar un uso industrial. Los diamantes son insertados en puntas de taladros o hojas de sierras, o dispersadas en un polvo para su uso en lijas y aplicaciones de pulido. Algunas aplicaciones especializadas incluyen uso en laboratorios como contenedores para experimentos de alta presión (ver yunque de diamante), rodamientos de alto desempeño, y un uso limitado en ventanas especializadas.
Con los avances continuos que se hacen en la producción de diamante sintético, algunas aplicaciones futuras están comenzando a ser factibles. Es objeto de mucha excitación el posible uso del diamante como un semiconductor apto para construir microchips, o el uso del diamante como un disipador en electrónica. Hay esfuerzos de investigación significativos en Japón, Europa, y los Estados Unidos para capitalizar el potencial ofrecido por las propiedades materiales únicas del diamante, combinadas con la calidad incrementada y la cantidad de suministro que comienza a hacerse disponible de parte de los fabricantes de diamantes síntéticos.
Cada átomo de carbono en un diamante está unido covalentemente a otros cuatro átomos de carbono, dispuestos en un tetraedro. Estos tetraedros, juntos, forman una red tridimensional de anillos de carbono de seis miembros (similar al ciclohexano), en la conformación de silla, permitiendo que haya tensión de ángulo de enlace de cero. Esta red estable de enlaces covalentes y anillos hexagonales es la razón de que el diamante sea increíblemente duro.

## Grafito
El grafito (denominado así por Abraham Gottlob Werner en 1789, del griego γράφειν (graphein, "dibujar/escribir", por su uso en lápices) es uno de los alótropos más comunes del carbono. A diferencia del diamante, el grafito es un conductor eléctrico, y puede ser usado, por ejemplo, como material en los electrodos de una lámpara de arco eléctrico. El grafito tiene la distinción de ser la forma más estable de carbono a condiciones estándar. En consecuencia, es usado en termoquímica como el estado estándar para definir el calor de formación de los compuestos de carbono.
El grafito es capaz de conducir la electricidad, debido a la deslocalización de los electrones π sobre y debajo de los planos de los átomos de carbono. Estos electrones tienen libertad de movimiento, por lo que son capaces de conducir la electricidad. Sin embargo, la electricidad es conducida solo a lo largo del plano de las capas. En el diamante, los cuatro electrones externos de cada átomo de carbono están 'localizados' entre los átomos en enlaces covalentes. El movimiento de los electrones está restringido, y el diamante no conduce corriente eléctrica. En el grafito, cada átomo de carbono usa solo 3 de sus 4 electrones de los niveles de energía externos en enlaces covalentes a otros tres átomos de carbono en un plano. Cada átomo de carbono contribuye con un electrón a un sistema deslocalizado que es parte también del enlace químico. Los electrones deslocalizados son libres de moverse a través del plano. Por esta razón, el grafito conduce la electricidad a lo largo de los planos de los átomos de carbono, pero no conduce en una dirección a ángulos rectos al plano.
El polvo de grafito es usado como un lubricante seco. Aunque puede pensarse que esta importante propiedad industrial es debida netamente al débil acoplamiento interlaminar entre las hojas en la estructura, en efecto, en un ambiente vacío (como en las tecnologías para uso en el espacio), el grafito resultó ser un lubricante muy pobre. Este hecho conduce al descubrimiento de que la lubricidad es debida al aire y agua adsorbidos entre las capas, a diferencia de otros lubricantes secos laminares, como el disulfuro de molibdeno. Estudios recientes sugieren que un efecto denominado superlubricidad puede también explicar este efecto.
Cuando un gran número de defectos cristalográficos unen estos planos entre sí, el grafito pierde sus propiedades lubricantes y se convierte en lo que es conocido como carbono pirolítico, un material muy útil en implantes que contactan sangre, tales como las válvulas cardíacas prostéticas.
Los grafitos naturales y cristalinos no son usados frecuentemente en forma pura como materiales estructurales, debido a sus planos irregulares, fragilidad y propiedades mecánicas inconsistentes.
En sus formas sintéticas vítreas puras (isotrópicas), el grafito pirolítico y la fibra de carbono, el grafito es un material extremadamente fuerte, resistente al calor (hasta 3000 °C), usado en escudos térmicos para las narices de los misiles, motores de cohetes sólidos, reactores de alta temperatura, zapatas de freno, y escobillas de motores eléctricos.
Los grafitos intumescentes o expandibles son usados en sellos de fuego, ajustados alrededor del perímetro de una puerta de fuego. Durante un fuego, el grafito se entumece (expande y calcina) para resistir la penetración del fuego y evitar la difusión de los humos. Una temperatura típica de expansión inicial (SET) está entre 150 y 300 °C
- Densidad: su peso específico es 2,3, lo que lo hace más ligero que el diamante.
- Efecto del calor: es el alótropo más estable del carbono. A una temperatura de 2500 °C, puede ser transformado en diamante. A cerca de 700 °C, arde en oxígeno puro formando dióxido de carbono.
- Actividad química: es ligeramente más reactivo que el diamante. Esto se debe a que los reactantes son capaces de penetrar entre las capas hexagonales de átomos de carbono en el grafito. No es afectado por solventes ordinarios, ácidos diluidos, o álcalis fundidos. Sin embargo, el ácido crómico lo oxida a dióxido de carbono.

## Grafeno
El grafeno es una sustancia compuesta por carbono puro, con átomos organizados en un patrón regular hexagonal, parecido al grafito, que forman un patrón de anillos hexagonales, teorizada en 1930, abandonada por ser considerada termodinámicamente inestable, y aislada a temperatura ambiente y tiene propiedades eléctricas, térmicas y físicas extraordinarias. Puede ser producido por epitaxia (deposición química de vapor) en una superficie aislante, o por exfoliación mecánica (pelado repetido)[cita requerida]. Sus aplicaciones pueden incluir reemplazar al silicio en dispositivos electrónicos de alto rendimiento.

## Carbono amorfo
El carbono amorfo es el nombre usado para el carbono que no tiene una estructura cristalina. Como con todos los materiales vítreos, puede presentarse algún orden de corto alcance, pero no hay patrones de largo alcance de las posiciones atómicas.
Aunque puede fabricarse carbono completamente amorfo, el carbono amorfo natural (como el hollín) realmente contiene cristales microscópicos de grafito, algunas veces diamante. A escala macroscópica, el carbono amorfo no tiene una estructura definida, puesto que consiste de pequeños cristales irregulares, pero a escala nanomicroscópica, puede verse que está hecho de átomos de carbono colocados regularmente. 
El carbón y el hollín o negro de carbón son llamados informalmente carbono amorfo. Sin embargo, son productos de la pirólisis, que no produce carbono amorfo verdadero bajo condiciones normales. La industria del carbón divide al carbón en algunos o  en varios grados, dependiendo de la cantidad de carbono presente en la muestra, comparada con la cantidad de impurezas. El grado más alto, antracita, es aproximadamente 90 % carbono y 10 % otros elementos. El carbón bituminoso es aproximadamente 75-90 % carbono, y el lignito es el nombre del carbón que tiene alrededor de 55 % de carbono.

## Buckminsterfulerenos

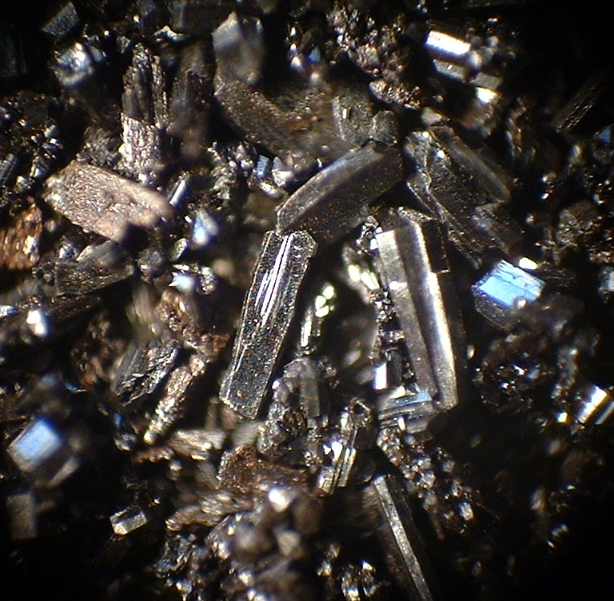
Cristales de fulerenos

Los buckminsterfulerenos, o usualmente abreviados como fulerenos, fueron descubiertos en 1985, en condiciones deliberadamente creadas en el laboratorio, por un equipo de científicos de la Rice University y la University of Sussex, tres de ellos fueron galardonados con el Premio Nobel de Química de 1996. Recibieron el nombre por la similitud de su estructura alotrópica con las estructuras geodésicas diseñadas por el científico y arquitecto Richard Buckminster "Bucky" Fuller. Los fulerenos son moléculas de tamaños variados, compuestas en su totalidad de carbono, que toman la forma de una esfera hueca, elipsoide, o tubo.
A principios del siglo XXI, las propiedades químicas y físicas de los fulerenos son aún objeto de estudio profundo, tanto en laboratorios de investigación pura como aplicada. En abril del 2003, los fulerenos fueron objeto de estudio por su potencial uso médico al unirse a antibióticos específicos a la estructura para apuntar a bacterias resistentes e incluso apuntar a ciertas células de cáncer, tales como el melanoma. 
En julio de 2010, un grupo de investigadores de la Universidad de Ontario Occidental, en Canadá, detectaron, con el telescopio Spitzer de la NASA, esas moléculas en una nube de polvo cósmico que rodeaba a una estrella distante, en el hemisferio sur de la constelación Ara, a 6500 años luz de distancia.

### Buckybolas
Fulerenos esféricos con antenas que son conocidos popularmente como buckybolas, y tienen la fórmula C60.

### Nanotubos de carbono
Los nanotubos de carbono, también llamados buckytubos, son moléculas de carbono cilíndricas con propiedades novedosas que las hacen potencialmente muy útiles en una amplia variedad de aplicaciones (nanoelectrónica, óptica, aplicaciones de materiales, etc.). Exhiben propiedades extraordinarias de resistencia, propiedades eléctricas únicas, y son eficientes conductores del calor. También han sido sintetizados nanotubos inorgánicos. Los nanotubos poseen una forma cilíndrica, generalmente con un extremo tapado con un hemisferio de una estructura de buckybola. Su nombre deriva de su tamaño, puesto que el diámetro de un nanotubo es del orden de unos pocos nanómetros (aproximadamente 50 000 veces más delgado que el grosor de un cabello humano), a la vez que pueden ser de algunos centímetros de longitud. Hay dos tipos principales de nanotubos: nanotubo de una sola pared (SWNT) y nanotubo de paredes múltiples (MWNT).

#### Nanobrotes de carbono

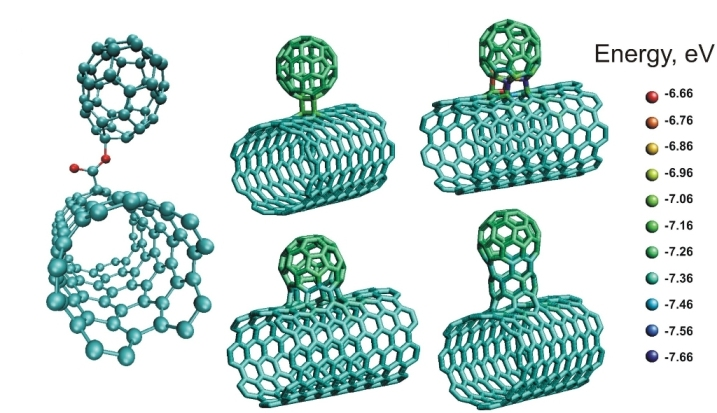
Modelos de computadora de estructuras de nanobud estables.

Los nanobrotes o nanoyemas de carbono son un alótropo de carbono formado por un fulereno unido covalentemente a las paredes laterales externas de un nanotubo de carbono. Este material híbrido combina propiedades útiles de los fulerenos y de los nanotubos de carbono. En particular son emisores de campo excepcionales.

### Schwarzites
Los schwarzites son moléculas de carbono curvadas negativamente. (Un objeto curvado negativamente se dobla hacia adentro, como un lomo, en vez de doblarse hacia afuera, como una esfera.)
El primer equipo que creó los schwarzites no los reconoció como tales. En vez ellos los llamaban carbonos templados de zeolita. El nombre deriva de su origen al interior de poros de zeolitas, minerales cristalinos de Dióxido de silicio. Otro equipo los reconoció como schwarzites y refinaron la técnica inicial de síntesis. Un vapor de moléculas contenedoras de carbono es inyectada en la zeolita, donde el carbón se reúne sobre las paredes interiores de los poros. Esto forma una lámina 2D que tira hacia adentro, creando una curva negativa. Disolviendo la zeolita sale el carbón.

## Carbono vítreo

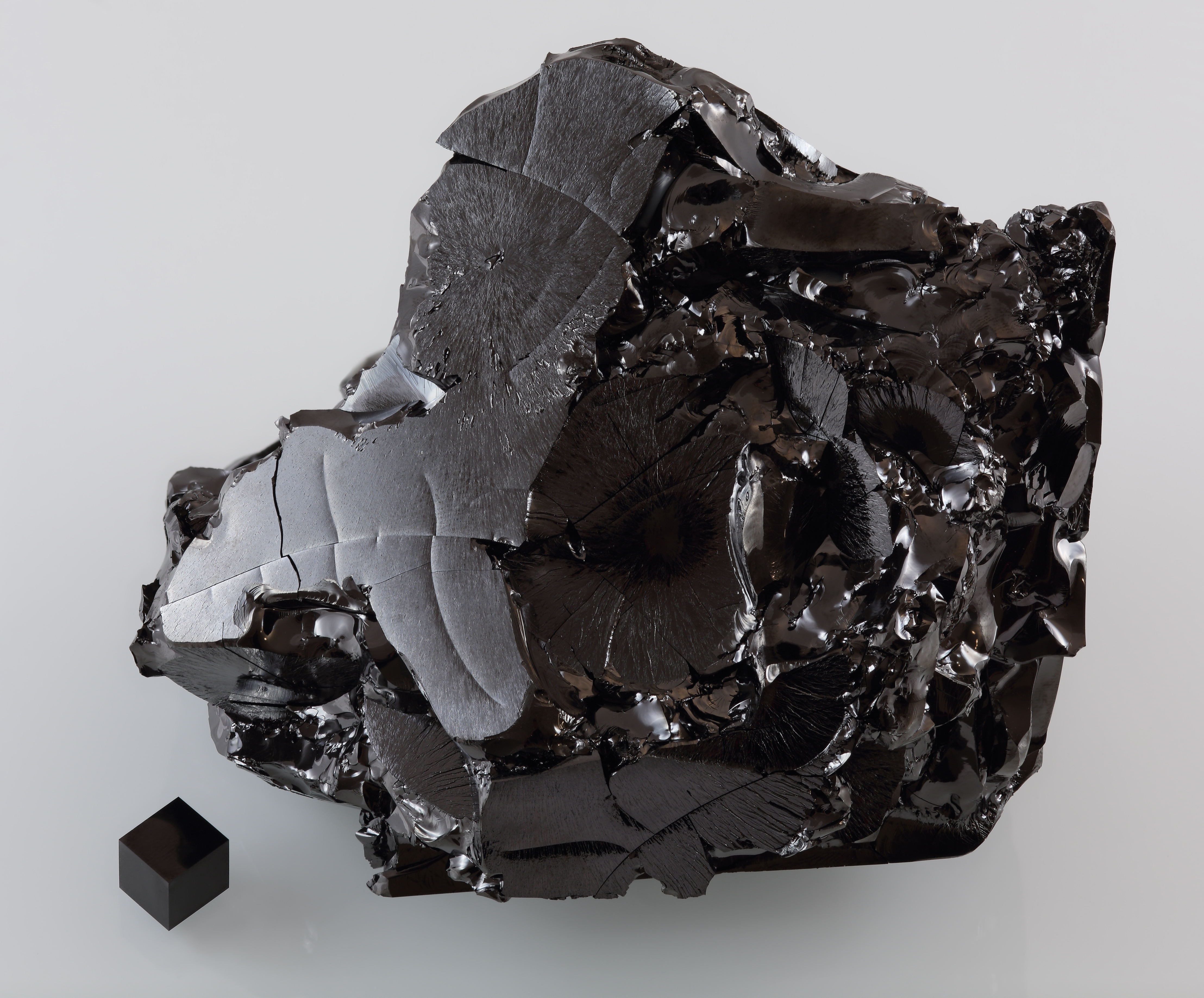
Carbono vítreo

El carbono vítreo es una clase de carbono no grafitizante, que es usado ampliamente como material para electrodos en electroquímica, así como en crisoles de alta temperatura, y como componente de algunos dispositivos prostéticos. Fue producido en los laboratorios de The General Electric Company, UK, a inicios de la década de 1960, usando celulosa como material inicial. Poco tiempo después, investigadores japoneses produjeron un material similar a partir de resinas fenólicas. Fue producido por primera vez por Bernard Redfern a mediados de 1950, en los laboratorios de The Carborundum Company, en UK. Consiguió desarrollar una matriz de polímero para imitar una estructura de diamante y descubrió una resina fenólica que, con preparación especial, la produciría sin ayuda de un catalizador. Se pidieron algunas patentes, algunas de las cuales fueron retiradas en el interés de la seguridad nacional. Las muestras de investigación originales de la resina y el producto aún existen.
La preparación de carbono vítreo implica someter a los precursores orgánicos a una serie de tratamientos térmicos a temperaturas hasta de 3000 °C. A diferencia de muchos carbonos no grafitizantes, son impermeables a los gases, y son extremadamente inertes químicamente, especialmente aquellos preparados a muy altas temperaturas. Se ha demostrado que las velocidades de oxidación de ciertos carbonos vítreos en oxígeno, dióxido de carbono, o vapor de agua, son menores que las de cualquier otro carbono. También son altamente resistentes al ataque por ácidos. En consecuencia, mientras el grafito normal es reducido a polvo mediante una mezcla de ácido sulfúrico y ácido nítrico a temperatura ambiente, el carbono vítreo no es afectado por tal tratamiento, incluso después de varios meses.

## Nanoespuma de carbono
La nanoespuma de carbono es el quinto alótropo conocido del carbono, descubierto en 1997 por Andrei V. Rode y colaboradores en la Australian National University en Canberra. Consiste de un ensamblado de cúmulos de baja densidad de átomos de carbono, mantenidos en una red tridimensional difusa.
Cada cúmulo es de aproximadamente 6 nm de ancho, y consiste de aproximadamente 4000 átomos de carbono, unidos en láminas similares a las del grafito, que tienen una curvatura negativa por la inclusión de heptágonos en el esquema regular hexagonal. Esto es lo opuesto de lo que pasa en el caso de los buckminsterfulerenos, en el que las láminas de carbono reciben una curvatura positiva por la inclusión de pentágonos.
La estructura a gran escala de la nanoespuma de carbono es similar a la de un aerogel, pero con el 1 % de la densidad de los aerogeles de carbono anteriormente producidos - solo unas pocas veces más la densidad del aire a nivel del mar. A diferencia de los aerogeles de carbono, la nanoespuma de carbono es un mal conductor eléctrico.

## Lonsdaleíta (diamante hexagonal)
La lonsdaleíta es un alótropo hexagonal del alótropo de carbono diamante, que se cree se forma a partir del grafito presente en los meteoritos al impactar sobre la Tierra. El gran calor y tensión del impacto transforman el grafito en diamante, pero reteniendo la estructura cristalina hexagonal del grafito. El diamante hexagonal ha sido sintetizado en el laboratorio, mediante compresión y calentamiento del grafito, tanto mediante el uso de una prensa estática, o usando explosivos.

## Carbono acetilénico lineal (LAC)
El carbono acetilénico lineal (LAC por sus siglas en inglés), también llamado carbino, es un alótropo del carbono que tiene la estructura química -(C≡C)n- como una cadena repetitiva.

## Variabilidad del carbono

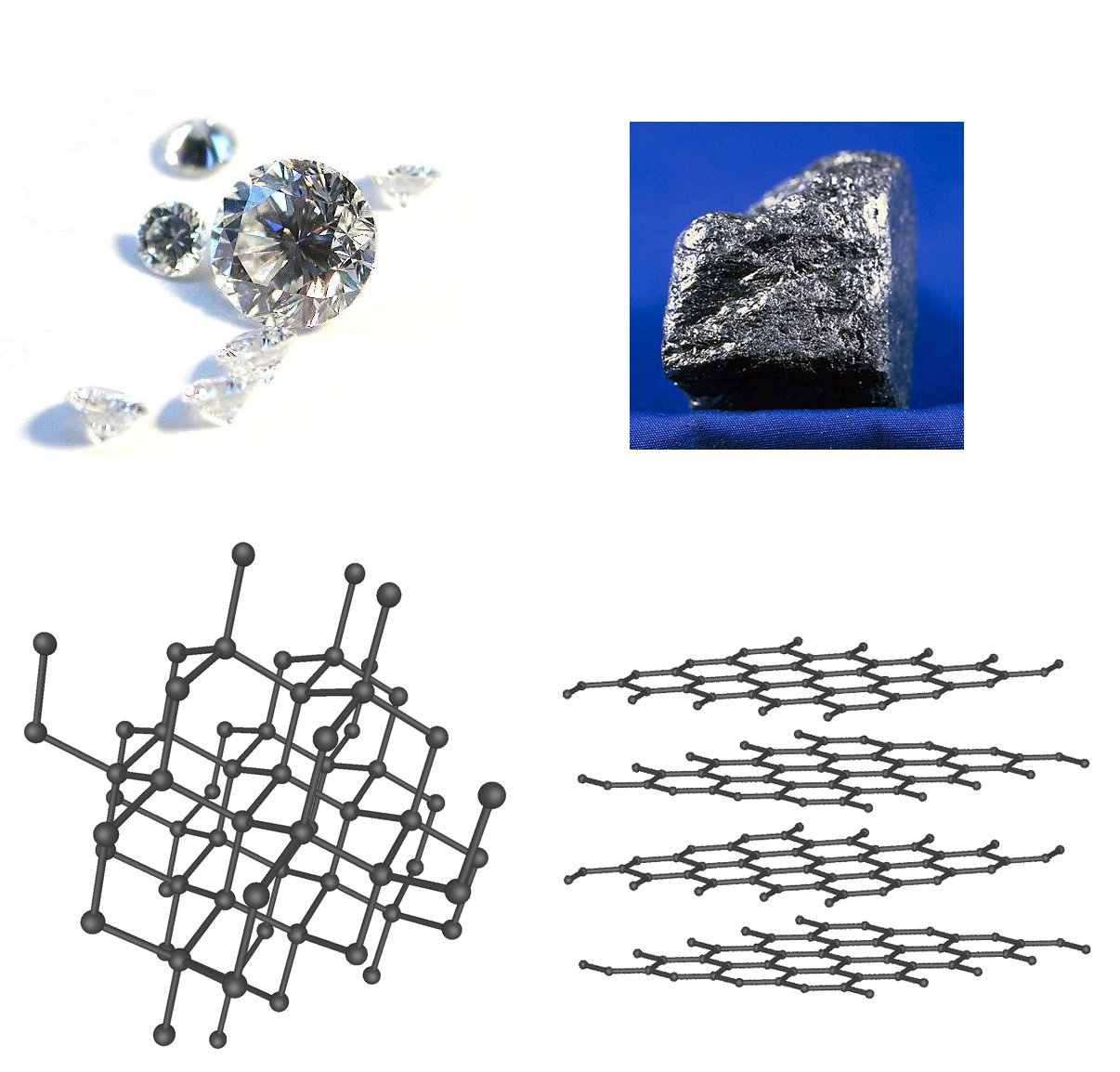
El diamante y el grafito son dos alótropos del carbono: formas puras del mismo elemento que difieren en la estructura.

El sistema de alótropos del carbono se extiende en un rango sorprendente de extremos, considerando que son solo formaciones estructurales del mismo elemento.
Entre el diamante y el grafito:
- El diamante cristaliza en el sistema cúbico, pero el grafito cristaliza en el sistema hexagonal.
- El diamante es el mineral natural más duro conocido (10 en la escala de Mohs), pero el grafito es uno de los más blandos (1-2 en la escala de Mohs).
- El diamante es el abrasivo extremo, mientras que el grafito es un muy buen lubricante.
- El diamante es un excelente aislante eléctrico, mientras que el grafito es un conductor de la electricidad.
- El diamante es un excelente conductor térmico, mientras que algunas formas de grafito son usadas para aislamiento térmico (por ejemplo, en escudos térmicos y cortafuegos).

## Otras formas posibles
- La caoíta es un mineral que se cree que puede haberse formado en impactos de meteoritos. Ha sido descrito como ligeramente más duro que el grafito, con un color de reflexión de gris a blanco. Sin embargo, la existencia de fases carbino está en disputa - véase la entrada de caoíta para más detalles.

- El carbono metálico: estudios teóricos han mostrado que el carbono (diamante), cuando es sometido a presiones enormes, aparecen regiones en el diagrama de fases donde tiene un carácter metálico.[9] Parece que puede ser superconductor a temperaturas muy bajas (4 K).[10]

- A presiones ultraaltas, por encima de los 1000 GPa, se ha predicho que el diamante se transforma en la estructura bc8, una estructura cúbica centrada en el cuerpo, con 8 átomos en la celda unitaria. Esta fase podría tener importancia en astrofísica. Su estructura es conocida en una de las fases metaestables del silicio.[cita requerida]

- La hexagonita: en teoría, en vez de tener anillos de 6 átomos de grafito, un átomo sp podría insertarse entre cada uno de los 6 átomos sp2.[11]

- Prismano C8 es otra posible forma metaestable.